# Hip-hop africain
Le hip-hop en Afrique définit le mouvement hip-hop en Afrique. Le hip-hop se popularise sur le continent africain au début des années 1980 en raison de l'influence afro-américaine généralisée. Certains des premiers rappeurs sénégalais sont MC Lida, MC Solaar et Positive Black Soul. Ce n'est qu'à la fin des années 1980 que le rap s'intensifie dans toute l'Afrique. 
Chaque région avait son style de hip-hop comme dans le kwaito, un genre musical ayant émergé à Johannesbourg, en Afrique du Sud, pendant les années 1990. Il s'agit d'une variante de house faisant usage d'samples issus de musique africaine.

## Par pays

### Afrique du Sud
Une grande partie du hip-hop et du kwaito en Afrique du Sud est dérivée de rythmes et airs occidentaux mélangés à des rythmes et des accents localisés. dont la jeunesse embrasse les codes, y compris ses aspects de breakdance et de graffiti. Ces styles d'expression étaient les prédécesseurs de la participation à la musique, en raison du coût élevé et de la difficulté à trouver de la musique. Les sanctions économiques et politiques rendent la recherche de la musique américaine extrêmement difficile. Certains artistes sud-africains de hip-hop incluent Tuks Senganga, Die Antwoord, Zola, Proverb, Kwesta, AKA, Cassper Nyovest, L-Tido, Riky Rick, Nasty C, Emtee, Shane Eagle, et Tumi Molekane,.

### Algérie
Le hip-hop algérien désigne le mouvement et la culture hip-hop ayant émergé vers la fin des années 1980 en Algérie. La naissance du genre intervient dans un contexte politique et social très difficile favorisant son émergence et lui permet de trouver un public à la fois jeune, curieux et avide d’ouverture musicale. Influencé par ses homologues américains et français, le rap algérien est interprété dans différentes langues : arabe, kabyle, français et anglais.
Le raï, genre musical influant dans le hip-hop à l'international, se développe en Algérie rurale en 1920.

### Angola
Le hip-hop angolais s'articule autour de groupes populaires Conciencia da Africa, Atitude violenta, Pobres Sem Culpa, Filhos Da Ala Este en Afrique du Sud. Le hip-hop angolais est caractérisé par l'influence des rythmes américains avec un mélange de rythmes portugais,de rythmes africains et caraïbéens. SSP, Mutu Moxy (Intelektu) Political Rap, Kool Kleva, Nelboy Dastha Burda sont les considérés être les pionniers du hip-hop angolais de la fin des années 1980 au début des années 1990.
MCK est l'un des rappeurs underground les plus populaires d'Angola. Il est connu pour avoir constamment des problèmes avec la justice à cause de ses paroles, dans lesquelles il critique et interpelle constamment le gouvernement. D'autres rappeurs angolais connus pour cela sont Brigadeiro 10 Pacotes et Dioniso Casimiro.
Luanda est la capitale musicale de l'Angola. De nombreux nouveaux sons sont nés dans cette ville, dont un très populaire appelé kuduro. Des légendes comme DJ Amado et Buraka Som Systema contribuent à diffuser rapidement ce son à l'échelle internationale en se produisant dans le monde entier.

### Bénin
Le hip-hop béninois tire ses origines d'un concert donné en 1992 par le rappeur franco-sénégalais MC Solaar à Cotonou. Plusieurs groupes de musique présentés lors de ce concert, tels que Ardiess, Sakpata Boys et H2O, ont par la suite produit leur propre musique de style hip-hop. Le hip-hop béninois comporte des paroles en français, en anglais et dans des langues locales telles que le fon et le yoruba.

### Botswana
Le hip-hop se développe au Botswana depuis approximativement 1999 avec des rappeurs comme Scar Kast et Third Mind et des labels comme Dagee Records. En 2006, Scar sort Happy Hour. La même année, Kast sort Dazzit. SCAR reporte depuis un Channel O Spirit of Africa Award 2007 du « meilleur morceau hip-hop ». Certains artistes hip-hop du Botswana incluent Zeus Sasa Klaas, DA HoodstarZ, Ryan Blaze, Dj Fiction, A.T.I, Chub Heights, Dramaboi, EMIPHLOCX, Ozi F Teddy, et DJ Dagizus[réf. souhaitée].

### Cameroun
La scène hip-hop camerounaise s'innove au début des années 1990 avec Manhitoo, Krotal, Negrissim', Aksang Grav et Koppo. Ils sont suivis par les deux sœurs, Hélène et Célia Faussart Les Nubians, Bams, Valsero, One Love, Lady B, et plus tard Killamel, Stanley Enow, Jovi, Maahlox le vibeur, Franko, Tenor, Ko-c et Mink's.

### Côte d'Ivoire
Le hip-hop ivoirien est un genre de hip-hop ayant émergé en Côte d'Ivoire à la fin des années 1980 et durant les années 1990. Si Les groupes RAS, LES GI'S, les Crazy B, Almighty, Stezo et M.A.M étaient les portes-flambeaux du genre musical auparavant, la nouvelle génération du rap ivoirien des années 2000 est représentée par Rudy Rudiction, Tour 2 Garde, ou encore Turey Mederic, qui en sont des exemples. Il faut cependant noter l'arrivée du groupe Garba 50, sur la scène du rap ivoirien en 2006. Ce groupe populaire en Côte d'Ivoire, exprime les réalités de la jeunesse ivoirienne sur un rythme hip-hop, avec une utilisation récurrente du nouchi, ou encore celle de Rageman, dont le titre Kpatason est un véritable succès national.

### Congo
La capitale de la République démocratique du Congo, Kinshasa, a longtemps été le berceau des styles de musique panafricaine comme la rumba, le soukous et le kwassa kwassa . Les artistes majeurs sont Profetzion (anciennement de Holokaust), Eikiro, et le rappeur de Congo-Brazzaville Passi ainsi que Promising des nouveaux groupes de hip-hop congolais composés par Lopango Yaba Nka, Apkass, Kaysha, Yolé! Afrique All Stars et Ya Kid K.

### Gambie
La scène hip-hop gambienne se développe au milieu des années 1990 et est fortement influencé par la scène musicale internationale, y compris le worldbeat, la musique wolof sénégalaise et le hip-hop américain, ainsi que le mbalax gambien traditionnel et la musique n'daga.

### Ghana
Le hip-hop au Ghana, aussi appelé Gh hip-hop, est popularisé par Jayso et Ball J à la sortie de leur première mixtape Skillions. Le GH hip-hop est un mélange de hip-hop et de highlife qui est née à la fin des années 1980 avec Reggie Rockstone (Reginald Yaw Asante Ossei, « le parrain de hiplife »), VIP, Talking Drums et Nananom. Le hip-hop ghanéen est chanté en anglais, mais parfois aussi en twi, ewe, ga ou haoussa. Les artistes incluent Reggie Rockstone, Kae Sun, Sway DeSafo, Samini, Okyeame Kwame, Bradez, Buk Bak, D-Black, Sarkodie, Tic Tac, Obrafour, 4x4, Kwaw Kese, Daniel Tudzi, VIP, Ayigbe Edem, Tinny, Rayoe, Castro Destroyer, Mzbel et des artistes à venir dont Lil Shaker, Asumadu N -Dex, Yaa Pono, Ntelabi, Kursa, Moxkito, Loone, Alex Wondergem, Big Ghun et EL.

### Kenya
Le hip-hop kényan imite à ses débuts le style de hip-hop originaire des États-Unis, avec des musiciens qui portent des vêtements américains et qui chantent en anglais. Cette influence est puisée à partir d'Internet et, en particulier, YouTube. Selon le documentaire Hip-Hop Colony, les débuts du hip-hop au Kenya était un « nouveau genre de colonialisme » transplantant un style originaire de l'Occident vers l'Afrique. 

### Liberia
Le Hipco, également connu sous le nom de HipCo ou simplement « co », est un genre de hip-hop originaire du Liberia. Le hipco utilise généralement l'anglais libérien ou la langue vernaculaire locale dans ses performances, reflétant ainsi le style de communication familier aux Libériens. Apparu dans les années 1980, le hip-hop a toujours conservé une dimension sociale et politique. Malgré les défis posés par les guerres civiles des années 1990, il continue à évoluer, devenant un aspect intégral de l'identité culturelle libérienne contemporaine,.

### Madagascar
Le hip-hop gagne rapidement en popularité à Madagascar au cours de la dernière décennie[Quand ?]. Le nom local du hip-hop est Haintso Haintso, ce qui signifie HH (pour « hip-hop »). Le hip-hop malgache, bien que largement représentatif des normes de genre occidentales, s'oriente vers l'incorporation de plus de traditions musicales malgaches dans son style et son instrumentation.
Le hip-hop se propage à Madagascar vers 1985 avec le breakdance. La scène de rap locale (Rap Gasy) reste clandestine jusqu'à la fin des années 1990, bien que des artistes aient attiré l'attention dès 1994 avec leurs paroles politiquement provocantes. Les premiers interprètes étaient les MCM Boys (maintenant connus sous le nom de Da Hopp) et 18,3. Le succès du courant dominant est survenu vers 1998 ; les artistes modernes populaires incluent The Specialists, Paradisa et Oratan.
Le 21 juin 2007, l'UNICEF choisit une star du rap malgache âgé de 15 ans, Name Six, pour être la premier ambassadeur itinérant junior de l'Afrique orientale et australe. Le jeune concentre son répertoire sur les défis auxquels sont confrontés les enfants des communautés défavorisées de Madagascar.

### Malawi
Le hip-hop se développe rapidement au Malawi, c'est l'un des genres de musique les plus populaires. Les rappeurs de renom sont Criminal A, le trio Bantu Clan (Maps Munlo (alias Trip), Chisomo Munlo (alias C) et Jansen Mvalo (alias Sly Slinger Joe)), Boyz Lazy, Black Boy, Nyasa Vibes Crew, Black Life, SOLO, LC Definition, Real Elements (Marvel, Q, Stix et Plan B). Ces derniers temps, des artistes tels que Tay Grin, Barry One, Phyzix, Classick, Junior C, 3rd Eye, Young Kay, GodsKho et KBG ont acquis une notoriété considérable. D'autres artistes tels que Dominant 1, L Planet, Tru Docssy, Black Mind, Blaq Script, K-Bonnie of Maximum Sentence et Genii Blakk ont fait bouger les choses sur le front du hip-hop underground.

### Mali
Le hip-hop connaît des débuts difficiles au Mali. Le genre, à l'origine venu des États-Unis, représente principalement la culture afro-américaine et les problèmes liés aux ghettos et à la socio-politiques. Cependant, lorsque le genre émerge au Mali, les artistes tentent de conserver la culture de ses chansons griottes et mandingues « qui sont les références harmonieuses du pays. » Rares sont les rappeurs, comme c'est le cas de Yeli Fuzo (de son vrai nom Yeli Mady Konaté), qui écrivent leurs textes en français.

### Maroc
Le hip-hop marocain, ou rap marocain, désigne le mouvement et la culture hip-hop implantés au Maroc qui remonte au milieu des années 1980. Par sa proximité de la jeunesse marocaine (de par les thèmes abordés) ainsi que par la relative influence de la culture marocaine qu'il subit. Le hip-hop marocain, ainsi que les nouvelles tendances musicales, sont associés au terme Hayha («'musique de l'éclate » en darija) afin d'affirmer leurs cachets spécifiquement marocains.

### Namibie
le hip-hop a une grande influence sur les jeunes de la Namibie. Les premiers  groupes sont Dungeon Family, qui résulte d'une union des groupes The Kalaharians et Lyrical MC's de Redeemed qui sont suivis par Jericho, natif de Katutura Rizzy, A-51, un groupe originaire d'Angola, et Dee Jay, qui a vécu la majeure partie de sa vie entre Walvis Bay et Chicago. Les plus récents[Quand ?] rappeurs sont Windeshek City, Tesh, Saint, Young Gregg, Flavio, King GD, Smartboy, G-Ride, Krespo, Black Vulcanite et Contract Killers, dont artistes rappent dans leurs langues oshiwambo khoïkhoï.

### Niger
Le hip-hop nigérien désigne le mouvement hip-hop au Niger. Le genre se manifeste initialement par ses expressions graphiques et la dance vers le milieu des années 1980. Les groupes de dance rivalisent d'adresse lors de concours organisés par la télévision nationale ORTN durant les grandes fêtes. Ce sont entre autres Mazari, Home Boys, Gabero, SikasaÏ, et Génération 94. De ces breakdance posses seront issus les premiers « lanceurs de flow ». Il s'affirme au milieu des années 1990. Entre 1993 et 1994, les groupes pionniers comme les Tod One, les Massacreurs, les Home Boy's, suivrons dans entre 1994 et 1995, Lakal Kaney, Kaidan Gaskia, Wassika et Wongari se popularisent au Niger.

### Rwanda
Le hip-hop se propage au Rwanda du début au milieu des années 1980. La figure la plus éminente de la première scène rwandaise est DJ Berry (Nsabimana Abdul Aziz), qui était DJ pour Kigali Night et Cosmos et présentateur pour Radio Rwanda, en plus d'être un rappeur et breakdancer précoce. Le gouvernement rwandais de l'époque n'a cependant pas approuvé le hip hop et DJ Berry est contraint à l'exil à Goma, au Zaïre, où il a continué à jouer. Il déménage ensuite en Allemagne et enregistre Hey You, qui est devenu un succès à la fois rwandais et ougandaisradio. Après son retour en Afrique en 1990, Berry continue de promouvoir le hip-hop au Rwanda jusqu'à sa mort du sida en 1996. Au milieu des années 1990, le hip-hop devenait de plus en plus populaire au Rwanda, en raison de l'introduction de 101 FM Kigali et TVR en 1995, et des rappeurs américains et français, comme respectivement Tupac Shakur et MC Solaar, deviennent populaires.
Le premier hit hip-hop rwandais enregistré localement est Peaced Up par KP Robinson ft Mc Monday Assoumani. Cela a été promu par le DJ Alex de Radio Rwanda à partir de 1997. La chanson a inspiré de nombreux jeunes autour de Kigali pour commencer l'enregistrement. Le célèbre rappeur MC Monday Assoumani, après son air avec Robisons, a commencé sa carrière de présentateur radio au FM local connu sous le nom de Radio10, où il a promu les artistes locaux rwandais de 2004 à 2011. De 2012, il n'utilise plus le nom MC Lundi; il est maintenant renommé SAGA Assou Gashumba. Voulant aider l'industrie de la musique rwandaise, il a lancé une maison de disques nommée IYI Production, qui a également changé de nom pour C4D Production.

### Sénégal

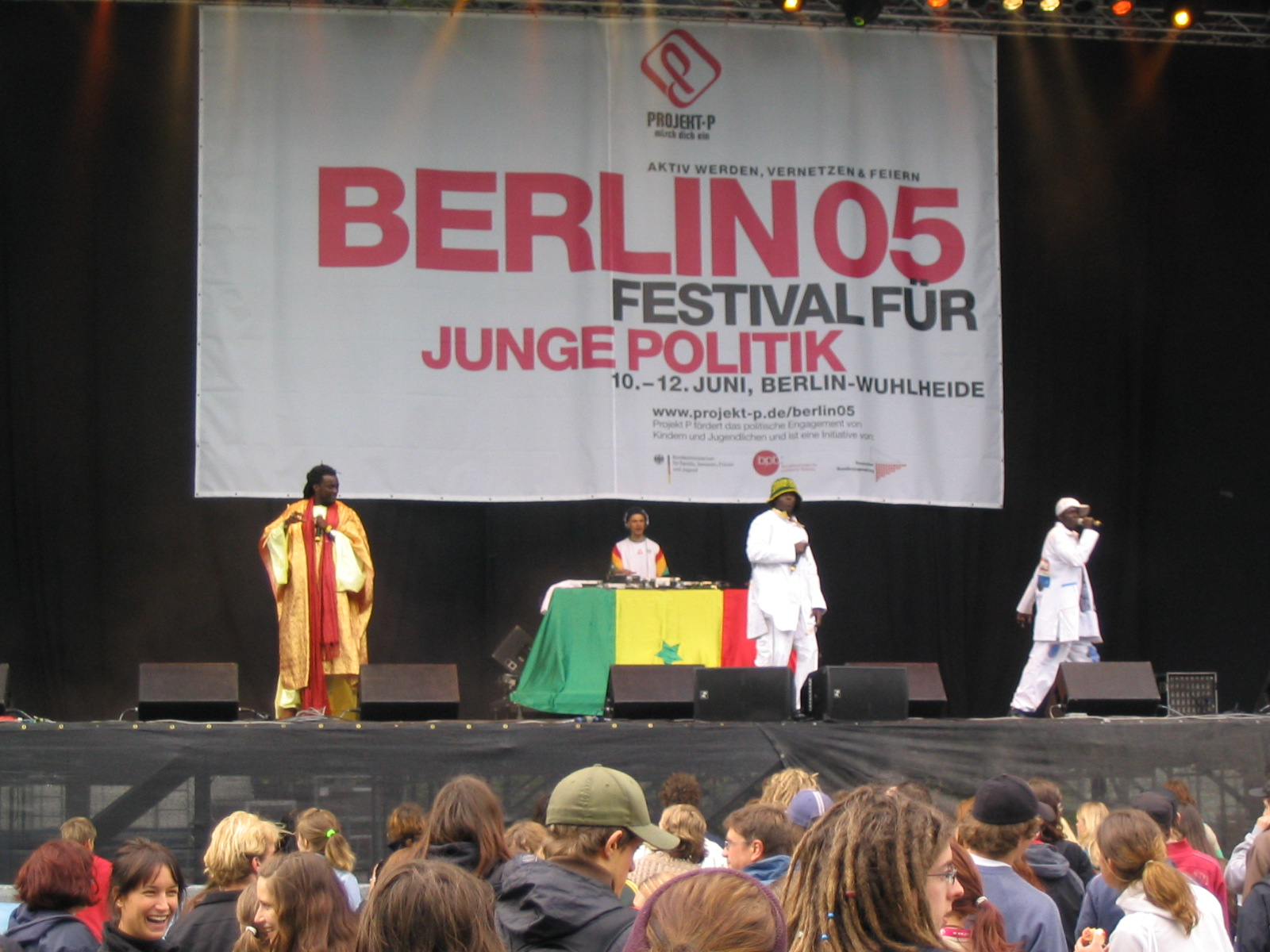
Daara J à Berlin.

Le hip-hop sénégalais, ou rap sénégalais, désigne la culture hip-hop ayant émergé au Sénégal depuis le début des années 1980 dans la ville sénégalaise de Dakar, dans un contexte politiquement engagé et social. Lorsque le hip-hop émerge en Afrique, il se popularise dans un contexte beaucoup plus engagé. Avec la modernisation du pays, et la montée des médias, la jeunesse sénégalaise parvient à développer une nouvelle forme d'expression. « La scène du rap sénégalais est différente et ses artistes extrêmement talentueux. Le pays est ancré dans la musique. »

### Sierra Leone
Le hip-hop de Sierra Leone émerge grâce au rappeur YOK Seven à la fin des années 1990. Avant cette époque, le rappeur pop Jimmy B avait déjà explosé en Afrique du Sud. Son rap pop a été une rave en Sierra Leone au milieu des années 1990. À ce moment-là, ce genre de musique n'était même pas apprécié à 30% dans le pays jusqu'à ce qu'un rappeur du nom de Kao Denero vienne le diffuser dans tout le pays. La musique hip hop en Sierra Leone est désormais la musique la plus jouée en Sierra Leone avec son taux de croissance du nombre de rappeurs. Les animateurs les plus en vue de la Sierra Leone sont: Shadow Boxxer, Kao Denero, King Boss Laj, Supa Laj, Jimmy B, Yok7, Souferior et l'artiste et auteur nommé aux Grammy Awards Freddy Will. 
Parmi les autres rappeurs de hip-hop sierra-léonais notables, citons le regretté Shine D Godson, Mr-1ne, Daddy Saj, Pizzy (PM), Menace Da General et Star Zee, Solokai, Jooel, Speedo, Rap G Enema. Plus récemment, le hip hop sierra-léonais a vu l'essor de tant de rappeurs new skool comme Drizilik, Prodigy, Sheik Kargbo et bien d'autres.

### Somalie
L'un des rappeurs somaliens les plus renommés au monde est le canadien K'naan (de son vrai nom Kanaan Warsame). L'artiste primé est un rappeur et un poète avec trois albums, The Dusty Foot Philosopher (sur BMG Music), The Dusty Foot on the Road (sur Wrasse Records) et Troubadour (sur A&M / OctoScope Music). Les beats hip-hop somalien sont mixés par les instruments locaux du terroir ce qui donne un touche particulier à leur musique. Des artistes de renom internationaux sont aussi d'origine somalien  comme Dree Law, ancien rappeur auteur compositeur suédois.

### Tanzanie

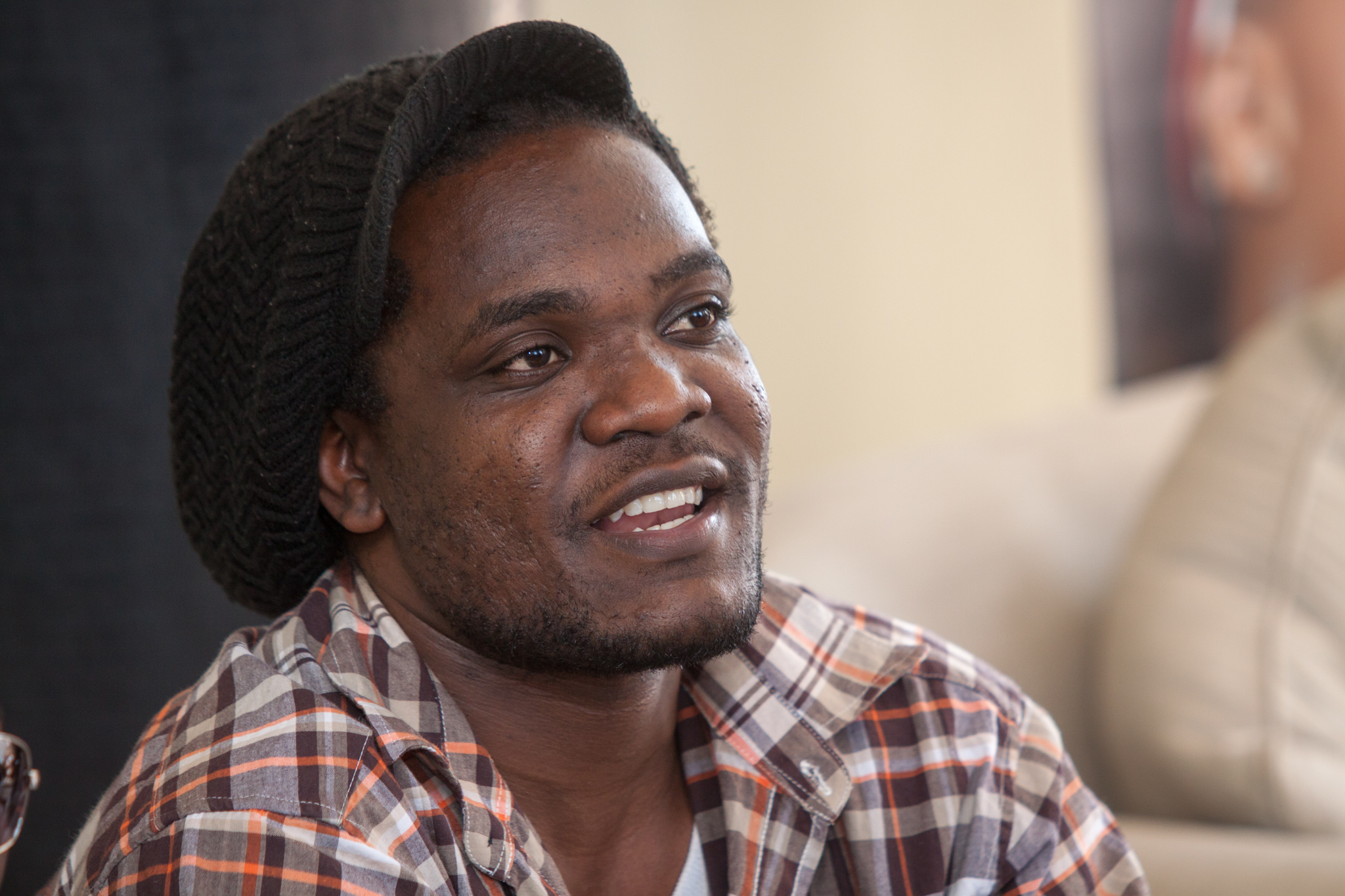
Fid Q au Festival International du film de Zanzibar (2013).

La Bongo Flava, ou simplement Bongo, désigne les genres musicaux RnB et hip-hop tanzaniens, puis par expansion kényan et ougandais. Le genre se développe dans les années 1990, principalement comme un dérivé du hip hop américain, avec des influences supplémentaires du reggae, du RnB, de l'afrobeat, du dancehall, et des styles traditionnels tanzaniens comme le taarab et le dansi, une combinaison qui forme un style unique de musique. Les paroles du Bongo Flava sont généralement en swahili ou en anglais. Le nom « Bongo Flava » est une corruption de « saveur bongo », où « Bongo » est le pluriel du mot swahili Ubongo, ce qui signifie « cerveau », et est un surnom couramment utilisé pour désigner Dar-es-Salaam, la ville où le genre est originaire.

### Togo
Le hip-hop togolais désigne la scène hip-hop du Togo, dont les influences diverses sont notamment tirées des danses traditionnelles. En dépit des problèmes politiques, sociaux et économiques qui divisent le pays, le hip-hop togolais représente une issue pour la jeunesse togolaise. Elle permet un rapprochement et une réconciliation nationale, à travers la musique. Créée dans les années 1980, elle naît d'un mélange de musique traditionnelle et moderne, de rythmes différents.

### Ouganda
La scène hip-hop ougandaise commence du début au milieu des années 1990, en particulier parmi les étudiants universitaires de l'université de Makerere et d'ailleurs. La Bataka Squad, formée au début des années 1990, est à l'origine du style Lugaflow, en utilisant la langue native Luganda. Les autres groupes de formation sur la scène hip hop ougandaise au début des années 1990 incluent Young Vibrations, MC Afrik, DJ Berry, Sylvester et Abramz et Kaddo. Le Club Pulsations de Kampala était un haut lieu du hip hop ougandais dans les années 1990. Ces dernières années, des groupes tels que Klear Kut, Milestone, Chain Thought Reaction et bien d'autres voient le jour. En 2002, Klear Kut est nommé pour les Kora All Africa Music Awards dans les catégories « groupe africain le plus prometteur » et « révélation de l'année ».
Différents types de hip hop se sont développés en Ouganda. Le luga-flow des parties centrales de l'Ouganda est introduit par Babaluku de [l'équipe Bataka]. Il se développe depuis les années 1990, provoquant une révolution dans le hip hop en Ouganda. D'autres grands rappeurs voient le jour comme Gnl Zamba, Mun G, et Bigtrill.

### Zambie
Le hip-hop en Zambie émerge vers la fin des années 1980, de nombreux jeunes ont été influencés par le hip-hop américain, principalement diffusé sur des programmes importés par Zambia National Broadcasting Corporation. Les premiers rappeurs et équipes comprennent Blaaze , Cypha crew, Blaze Makumba Mulenga, Riz, Ryan Tembo, Perry Cheelo alias Ice Ache-Lips, Crisis, Ice Da Underground, Chilu Lemba et Allan Mvula, également connu sous le nom de MC Suicide.
Papa Zemus est l'un des premiers artistes à fusionner le ragga et le hip hop. Le premier album de hip-hop à sortir en Zambie était en fait un album de hip-hop gospel appelé Talk About God par un duo appelé MT God Bless qui est sorti sur cassette en 2003 (Mandiva Syananzu et Tommy Banda étaient les deux rappeurs).

### Zimbabwe
Le hip-hop zimbabwéen voit le jour au début des années 1980 et est toujours présent au Zimbabwe en 2017, des artistes du hip-hop émergent, créant un grand impact sur les jeunes et dépassant également le zimdancehall. La plupart des artistes au Zimbabwe sont motivés par le genre de hip-hop américain appelé « trap » en raison de l'épidémie de sirop de codéine qui est principalement consommé à Chitungwiza (Chitown), Harare et Bulawayo. Le trap au Zimbabwe serait principalement écouté au XXe siècle et de plus en plus d'artistes du pays augmentent de jour en jour en raison à l'influence afro-américaine à travers le trap et le marmonnement rap[pas clair][réf. nécessaire].

## Discographie notable
- Bongo Flava - Swahili rap de Tanzanie (2004), compilation par Out Here Records
- Lagos Stori plenti - compilation de sons urbains du Nigéria (2006), par Out Here Records
- African Rebel Music - Roots Reggae & Dancehall (2006), compilation par Out Here Records
- Urban Africa Club - compilation hip-hop, Kwaito et Dancehall (2007), par Out Here Records